# Lijst van voetbalinterlands Bahrein - Pakistan (vrouwen)
Deze lijst van voetbalinterlands is een overzicht van alle officiële voetbalinterlands tussen de nationale vrouwenteams van Bahrein en Pakistan. De landen hebben tot nu toe drie keer tegen elkaar gespeeld.

## Wedstrijden
| № | Plaats      | Datum           | Competitie        | Wedstrijd          | Uitslag |
| - | ----------- | --------------- | ----------------- | ------------------ | ------- |
| 1 | Madinat Isa | 23 oktober 2014 | Vriendschappelijk | Bahrein − Pakistan | 5 − 0   |
| 2 | Madinat Isa | 26 oktober 2014 | Vriendschappelijk | Bahrein − Pakistan | 5 − 1   |
| 3 | Madinat Isa | 29 oktober 2014 | Vriendschappelijk | Bahrein − Pakistan | 10 − 1  |

## Samenvatting
| Competitie        | Totaal gespeeld | Winst Bahrein | Gelijk | Winst Pakistan | Doelsaldo Bahrein – Pakistan |
| ----------------- | --------------- | ------------- | ------ | -------------- | ---------------------------- |
| Vriendschappelijk | 2               | 2             | 0      | 0              | 20 − 2                       |
| Totaal            | 2               | 2             | 0      | 0              | 20 − 2                       |